# 1001
Cette page concerne l'année 1001 (MI en chiffres romains) du calendrier julien. Pour l'année 1001 av. J.-C., voir 1001 av. J.-C. Pour le nombre 1001, voir 1001 (nombre). Pour une autre acception, voir Les Mille et Une Nuits.
L'année 1001 est une année commune qui commence un mercredi. C'est la première du XIe siècle et du IIe millénaire.

## Événements
- Février : révolte des Romains à l'instigation du comte de Tusculum Grégoire (en), furieux qu'on ne l'ait pas laissé piller Tivoli. Ils massacrent les soldats allemands[1]. Le 16, le pape Sylvestre II et l'empereur Otton III doivent quitter Rome clandestinement[1].

- 14 avril : le doge Pierre II Orseolo reçoit à Venise la visite de l'empereur Otton III qui le félicite du succès de la conquête de la Dalmatie[2].

- 20 juin : translation des reliques d'Édouard le Martyr, roi d'Angleterre de 975 à 978. Son culte se développe[3].

- 27 novembre : Mahmoud de Ghazni est victorieux du roi Shahiya Jayapala (en) près de Peshawar[4]. Il mène dix-sept campagnes de pillage en Inde jusqu'en 1025.

- Apparition des Xixia dans le Gansu (Chine). Le roi tangoute Li Jiqian prend la place de Lingzhou dans le Níngxià[5].
- L'empereur byzantin Basile II prend possession du Tayk, la haute Géorgie, que lui a légué son dernier roi David[6].
- Basile II entreprend la conquête de la Bulgarie. Il envahit le pays chaque année jusqu’en 1018. Il s’empare de Sofia et coupe l’empire de Samuel en deux (1001-1002), soumet la partie orientale puis se dirige vers l’ouest. L’empire bulgare, réduit à l’Albanie, résiste jusqu’en 1014[7].
- Le tsar Samuel de Bulgarie proclame l’archevêché d’Ochrida patriarcat[8]. L’église bulgare sort du contrôle constantinopolitain.

## L'an 1001 dans les autres calendriers
- Calendrier grégorien proleptique : 1001 (MI)
- Ab Urbe condita : 1754
- Calendrier arménien : 450 (ԹՎ ՆԾ)
- Calendrier assyrien (en) : 5751
- Calendrier bengali : 408
- Calendrier berbère : 1951
- Calendrier bouddhiste : 1545
- Calendrier birman (en) : 363
- Comput byzantin : 6509 – 6510
- Calendrier chinois : Cycle sexagésimal chinois : 年 (Métal - Rat) : 3697 ou 3637  jusqu'à 辛丑年  (Métal - Buffle) : 3698 ou 3638
- Calendrier copte : 717 – 718
- Calendrier discordien : 2167
- Calendrier éthiopien : 993 – 994
- Calendrier hébraïque : 4761 – 4762
- Calendriers hindous : 
  - Vikram Samvat : 1057 – 1058
  - Calendrier national indien : 923 – 924
  - Kali Yuga : 4102 – 4103
- Calendrier holocène : 11001
- Calendrier igbo (en) : 1 – 2
- Calendrier persan : 379 – 380
- Calendrier musulman : 391 – 392
- Calendrier japonais : Ère Chōhō 3 (長保３年)
- Calendrier javanais (en) : 903 – 904
- Calendrier coréen : 3334
- Calendrier minguo : 911 avant la République de Chine (民前911年)
- Calendrier Nanakshahi : -467
- Ère séleucide : 1312 – 1313 (Anno Graecorum)
- Calendrier thaïlandais : 1543 – 1544